# John Victor Nash
John Victor Nash, född 14 juni 1891 i Carcarañá, var en argentinsk bobåkare. Han deltog vid olympiska vinterspelen i Sankt Moritz 1928. Hans lag kom på fjärde plats.